# 慈雙冠麗魚
慈雙冠麗魚，為輻鰭魚綱鱸形目隆頭魚亞目慈鯛科的其中一種，分布於中美洲尼加拉瓜Apoyo湖流域，為特有種，體長可達16.8公分，棲息在湖泊的中底層水域，生活習性不明。

## 擴展閱讀
維基物種上的相關：慈雙冠麗魚